# Theobald Schorn
Theobald August Schorn (* 17. August 1866 in München; † 2. August 1915 in Doberan) war ein deutscher Landschaftsmaler.

## Leben
Über Theobald Schorns Leben gibt es derzeit kaum Veröffentlichungen. Schorn war ein Sohn des gleichnamigen Münchner Vergolders Theobald Schorn und dessen Frau Augusta, geb. Block. Er kam 1882 bereits mit 15¾ Jahren als einer der jüngsten Schüler an die Münchner Kunstakademie. Nach längeren Studienreisen in den Orient um 1890 spiegelten sich diese Reisen in seinen Bildern wider. Er wurde zum Orientmaler; in den einschlägigen Lexika um die Jahrhundertwende wurde er als „Maler orientalischen Genres“ bezeichnet.
Ende des 19. Jahrhunderts kam Schorn von München über Berlin (1908/1909) nach Ahrenshoop an die Ostsee und wurde nun zum Landschaftsmaler. 1897 wurde Theobald Schorn Mitglied der Ahrenshooper Gemeindevertretung, 1908/1909 ließ er sich im Strandweg 2 sein bis heute unverändertes Haus mit Atelier bauen. Von ihm und Paul Müller-Kaempff stammen die Entwürfe für den Ahrenshooper Kunstkaten als Ausstellungszentrum der ansässigen Künstler, das 1909 eröffnet wurde.
Am 21. Mai 1909 heiratete er – zu der Zeit noch wohnhaft in Berlin – in der Rostocker Nikolaikirche Friederike Johanna Karoline von Levetzow (* 6. November 1861 in Röbel), Tochter des Amtshauptmanns Alexander von Levetzow in Doberan. Als Trauzeuge fungierte Paul Müller-Kaempff. 1912 wurde Theobald Schorn schwer erkrankt und psychisch zerrüttet in die Nervenheilanstalt Rostock-Gehlsdorf eingeliefert. Er verstarb 1915 in seinem 48. Lebensjahr in Doberan.

## Werke
- Glaspalast München: Persische Karavane. (1888); Moscheeplatz in Samarkand, Turkestan. (1889)
- Plakat für Ernst von Wolzogens Buntes Theater „Überbrettl“ (Farblithographie, Steindruck, 1901)[8]
- Fischländer Bauerngehöft im Schnee. Dünen. Winter in Ahrenshoop. (Kulturhistorisches Museum Rostock)
- weitere Werke befinden sich in der Sammlung des Kunstmuseums Ahrenshoop